# Liste der Bürgermeister von Stichtse Vecht
Dies ist die Liste der Bürgermeister von Stichtse Vecht in der niederländischen Provinz Utrecht seit der Gemeindegründung am 1. Januar 2011.
| Bürgermeister       | Bürgermeister       | Partei | Partei    | Amtszeit  | Anmerkungen                             |
| ------------------- | ------------------- | ------ | --------- | --------- | --------------------------------------- |
| Mirjam van ’t Veld  | Mirjam van ’t Veld  |        | CDA       | 2011–2014 | bis zum 22. Dezember 2011 kommissarisch |
| Liesbeth Spies      | Liesbeth Spies      |        | CDA       | 2014      | kommissarisch                           |
| Marc Witteman       | Marc Witteman       |        | PvdA      | 2015–2018 | am 24. Dezember 2018 verstorben         |
| Yvonne van Mastrigt | Yvonne van Mastrigt |        | PvdA      | 2018–2020 | kommissarisch                           |
|                     | Ap Reinders         |        | parteilos | 2020–     | [ 6 ]                                   |